# Magneuptychia calpurnia
Magneuptychia calpurnia är en fjärilsart som beskrevs av Felder 1867. Magneuptychia calpurnia ingår i släktet Magneuptychia och familjen praktfjärilar. Inga underarter finns listade i Catalogue of Life.